# Občina Ljubljana-Šiška
Občina Ljubljana-Šiška je bila osrednjeslovenska samoupravna enota s središčem v Šiški. Obstajala je med letoma 1955 in 1994 kot ena od občin v ljubljanskem okraju.
Sedež občine je bil na Trgu prekomorskih brigad 1, kjer se danes nahaja Izpostava Šiška Upravne enote Ljubljana.

## Zgodovina
Prva leta po koncu druge svetovne vojne je bilo spreminjanje organiziranosti lokalne samouprave in upravne razdelitve nove jugoslovanske države dokaj pogosto. Večkrat je denimo prišlo tudi do sprememb v velikosti in poimenovanju samoupravnih enot. Enako velja za upravno ureditev Ljubljane, ki je bila prvotno – po Zakonu o upravni razdelitvi federalne Slovenije iz septembra 1945 – kot okrožno mesto razdeljena na deset četrti; že februarja 1948 pa je bila z novim Zakonom o upravni razdelitvi Ljudske Republike Slovenije organizirana v štiri rajone: Center, Bežigrad-Šiška, Moste-Polje in Vič-Rakovnik. V začetku leta 1949 je bil tej upravni razdelitvi mesta dodan še kraj Polje, ki je naknadno postal peti rajon. Temeljita upravna preureditev je nastopila aprila 1952 z novimi občinami, kot jih je določal Zakon o razdelitvi Ljudske republike Slovenije na mesta, okraje in občine. Slovenska prestolnica je bila odtlej razdeljena na pet občin: Ljubljana-Center, Ljubljana-Bežigrad, Ljubljana-Moste-Polje, Ljubljana-Vič-Rudnik in Ljubljana-Šiška. Z izjemo občine Ljubljana-Center so preostale segale bolj ali manj globoko v okolico.
Z Zakonom o območjih okrajev in občin v Ljudski republiki Sloveniji, ki ga je sprejela Ljudska skupščina LRS dne 28. junija 1955 in ki je v naslednjih letih doživel vrsto sprememb, je bil okraj Ljubljana s sedežem v istoimenskem mestu razdeljen na 23 občin (leta 1960 na 25, 1964 pa na 26), med katerimi je bila tudi občina Ljubljana-Šiška. Ta je dosegla svoj končni obseg leta 1963, ko ji je bila priključena dotedanja občina Medvode; že leta 1961 pa se ji je pridružila takrat ukinjena občina Ljubljana-Šentvid. Za novo šišensko občino je tako nastopil čas, ko so še celo anarhistično navdahnjeni Pankrti opevali njeno teritorialno razsežnost, ki je na severu dosegala malodane mesto Kranj: »Lublana me pet občin / največja je Šiška / pol je Center / pol so Moste. // Lublana je bulana!« Raztezala se je preko nekdanjih, še predvojnih občin: Vodice v okraju Kamnik; Smlednik (brez Trboj in Žerjavke) v okraju Kranj; Medvode, Šmartno pod Šmarno goro in Šentvid v okraju Ljubljana-okolica; Dol in Sora v okraju Škofja Loka ter seveda (Zgornja) Šiška (skupaj z ozemljem Spodnje Šiške) v ljubljanskem okraju. Celotno ozemlje občine Ljubljana-Šiška je tako merilo 155.97 km² in je na jugu mejilo na občini Ljubljana-Vič-Rudnik in Ljubljana-Center, na vzhodu na občini Ljubljana-Bežigrad in Domžale, na severu in severozahodu na občino Kranj, na zahodu pa na občino Škofja Loka.
Prva ljudska štetja po drugi svetovni vojni so na celotnem ozemlju občine Ljubljana-Šiška naštela: 15.810 (1948), 17.287 (1953), 20.724 (1961) in 22.891 (1966) prebivalcev. Prebivalstvo je sicer na tem območju začelo naglo naraščati že po prvi svetovni vojni, ko se je tu prvikrat opazneje nastanila industrija. Število ljudi se je od leta 1910 (10.996) do leta 1966 (22.891) več kot podvojilo, pri čemer je v celotnem obdobju naraslo v 45, nazadovalo pa v 15 krajih, in sicer zlasti v odročnem Polhograjskem hribovju in na Skaruško-vodiškem polju, kjer ni bilo razvite industrije. Daleč največji razvoj pa so v tem času dosegle Medvode, kjer se je prebivalstvo več kot podeseterilo.
Povprečno gospodinjstvo je v občini Ljubljana-Šiška leta 1961 štelo komaj 3,1 (družinskega) člana. Aktivnega prebivalstva je bilo ob upoštevanju ljudi z lastnimi dohodki 59,1 %, pri čemer je bila glavnina dejavna na področju industrije in rudarstva (29.7 %) ter obrti (11,6 %). Kmečko prebivalstvo je bilo večinsko nastanjeno v majhnih hribovskih vaseh, medtem ko je povsod drugod v glavnem predstavljalo manj kot 10 % življa. Kljub temu so njivske površine zajemale kar petino vsega občinskega ozemlja, z živinorejo pa so se v tem času razen maloštevilnih kmetov ukvarjali tudi mnogi industrijski delavci, ki so stanovali še na podeželju. V občini je bilo leta 1969 približno 5800 glav goveda, 1200 prašičev, 1300 konj in 20.000 perutnine.
Od konca šestdesetih let minulega stoletja dalje je začelo število prebivalstva in stanovanj v občini še intenzivneje naraščati. Leta 1971 je bilo tako preštetih že kar 65.884 občanov, živečih v 22.639 gospodinjstvih, in 19.674 stanovanj. Trend majhnih gospodinjstev se je pri teh številkah v občini torej nadaljeval, saj so ta v povprečju štela le 2,9 člana. Omilitev izredno strme stopnje rasti občinske populacije je nastopila v drugi polovici sedemdesetih let, o čemer pričajo podatki iz leta 1981, ko je v občini bivalo 81.543 prebivalcev. Krivulja rasti pa se je praktično docela sploščila v naslednjem desetletju, ko je bilo leta 1991 popisanih 82.845 prebivalcev občine Ljubljana-Šiška.
V občini Ljubljana-Šiška je bilo 63 naselij, od katerih je imel leta 1961 – ne upoštevajoč pripadajoči del Ljubljane – največ prebivalcev Šentvid (6580) s priključenimi naselji, sledile pa so mu Medvode s 1161 prebivalci, medtem ko je najmanjši kraj v občini Tehovec štel komaj 23 oseb. Povprečna naseljenost občine je znašala 292 ljudi na km², ob izločitvi najgosteje poseljenega dela Ljubljane pa 143 oseb na km². Naseljenost je bila sicer največja v savski dolini, kjer stoje največji kraji.
Deagrarizacija in urbanizacija sta bili v občini najbolj značilni za okolico Ljubljane in širše območje Medvod, kjer je (bila) močna industrija. V teh koncih je imelo leta 1961 14 krajev manj kot desetino kmečkega prebivalstva; med njimi manj kot 5 % Kamna Gorica, Medvode, Rakovnik, Svetje in Vikrče. Nekoliko drugače je bilo v zahodnem delu občine, kjer je bil kmečki živelj dosti bolj zastopan, a je tamkajšnje prebivalstvo zaradi postopnega odseljevanja praviloma stalno upadalo. Poleg tega so se stari kmečki domovi nenehno umikali modernejšim stavbam, v nekaterih krajih pa so se začele množiti počitniške hiše.
Industrija je bila v občini osredinjena v Šentvidu, Medvodah in seveda v Šiški, nekaj pa je je bilo še na Ladji in v Zgornjih Gameljnah. Med 27 industrijskimi podjetji je bilo 11 kovinskih, 4 tekstilna, 3 kemična, 3 električna, 2 lesni, 2 usnjarski in 2 živilski. Največje industrijsko podjetje je bil Litostroj v Zgornji Šiški, ki je v šestdesetih letih dvajsetega stoletja zaposloval okoli 3000 ljudi. Nad 500 delavcev pa so imela še Avtomontaža in Slovenijavino v Šiški, Lek v Ljubljani, obrat Iskre v Pržanu ter tovarna dekorativnih tkanin Rašica v Zgornjih Gameljnah. Obrtnih organizacij družbenega sektorja je bilo 28, pri čemer je bilo z 11 najbolj zastopano gradbeništvo. Zasebnih obrtnih delavnic je bilo 742; največ jih je predelovalo kovine, star sloves pa so še zmeraj uživale predvsem mizarske delavnice, ki so bile skoncentrirane v Šentvidu. Trgovskih podjetij na debelo je bilo 11, prodajaln pa 148. Gostinskih podjetij je bilo 69, od tega troje hotelov; v Mednem pa je (bil) motel in na Govejku (812 m) planinski dom. Vsega skupaj je bilo v turistični infrastrukturi na voljo 365 ležišč, leta 1968 pa je bilo v občini okoli 80.000 nočitev.
Ljubljana-Šiška je imela do leta 1971 11 centralnih osnovnih šol (od tega kar 4 v Šiški: OŠ Riharda Jakopiča, OŠ Hinka Smrekarja, OŠ Zvonka Runka in OŠ Valentina Vodnika), posebno osnovno šolo pri vzgojnem zavodu Frana Miličinskega v Valburgi, strokovno šolo za notranje zadeve v Tacnu, gimnazijo v Šentvidu, višjo železniško tehnično šolo in poklicno šolo pri železniškem transportnem podjetju v Šiški, tehnično srednjo šolo za odrasle in poklicno šolo pri Litostroju, 3 nižje glasbene šole na Svetju, v Šiški in Šentvidu ter vajenski dom v Šentvidu. V občini se je nahajala tudi kopica prosvetnih in zadružnih domov, dvoran za kulturne prireditve in redne kinematografske predstave, gasilskih domov, turističnih društev (v Medvodah tudi planinsko društvo), športne infrastrukture, cerkva in muzej izvenevropskih kultur v Goričanah. Javna knjižnica, lekarna in zdravstveni dom pa so delovali le v Šentvidu in Šiški. V slednji se je nahajala tudi Bolnica dr. Petra Držaja.
Praznik občine Ljubljana-Šiška je bil 9. maja v spomin na osvoboditev Ljubljane leta 1945; vse dokler ni občinska skupščina na 8. skupnem zasedanju zborov dne 26. marca 1987 določila nov občinski praznik, ki se je odtlej vsako leto praznoval 22. junija, na dan ko je bilo leta 1941 na domu Filipa Bernarda na Vodnikovi cesti 27 v Zgornji Šiški ustanovljeno Vrhovno poveljstvo slovenskih partizanskih čet.
Šišenska občina je bila ukinjena 31. decembra 1994 na podlagi Zakona o ustanovitvi občin ter o določitvi njihovih območij, njen nekdanji teritorij pa se je porazdelil med novoustanovljene občine: Mestna občina Ljubljana, Občina Medvode in Občina Vodice.